# Johann Hermann
Johann sau Jean-Frederic Hermann sau Herrmann (n. 31 decembrie 1738, Barr, région Alsace⁠(d), Franța – d. 8 octombrie 1800, Strasbourg, Franța) a fost un medic și naturalist francez.
În 1769 a fost numit profesor de medicină la Școala de Sănătate Publică din Strasbourg, apoi, în 1778, a fost numit profesor de filozofie. În 1784, l-a succedat pe Jacob Reinbold Spielmann la catedra de chimie, istorie naturală și materie medicală. În 1794 a fost numit profesor de botanică și materie medicală în noua Școală de Medicină. 
Este autorul cărților Tabula affinitatum animalium (1783) și Observationes zoologicae quibus novae complures, care au apărut postum în 1804.
Colecțiile sale și biblioteca de 18.000 de volume au stat la baza Muzeului de Istorie Naturală din Strasbourg, unde a fost deschisă o reconstrucție a cabinetului său de istorie naturală în 1988.
Hermann a fost, de asemenea, la conducerea Grădinii Botanice din Strasbourg, unde a fost responsabil de creșterea unui număr mare de specii de plante vii. Grădina a fost amenințată cu închiderea de către administrația orașului în timpul Revoluției Franceze și a fost salvată doar de eforturile lui Hermann. 
Colecția sa zoologică, care include 200 de mamifere, 900 de păsări, peste 200 de reptile, mulți pești, nevertebrate și plante uscate, a fost cumpărată de orașul Strasbourg în 1804 și a devenit baza Muzeului de zoologie din Strasbourg⁠(d).

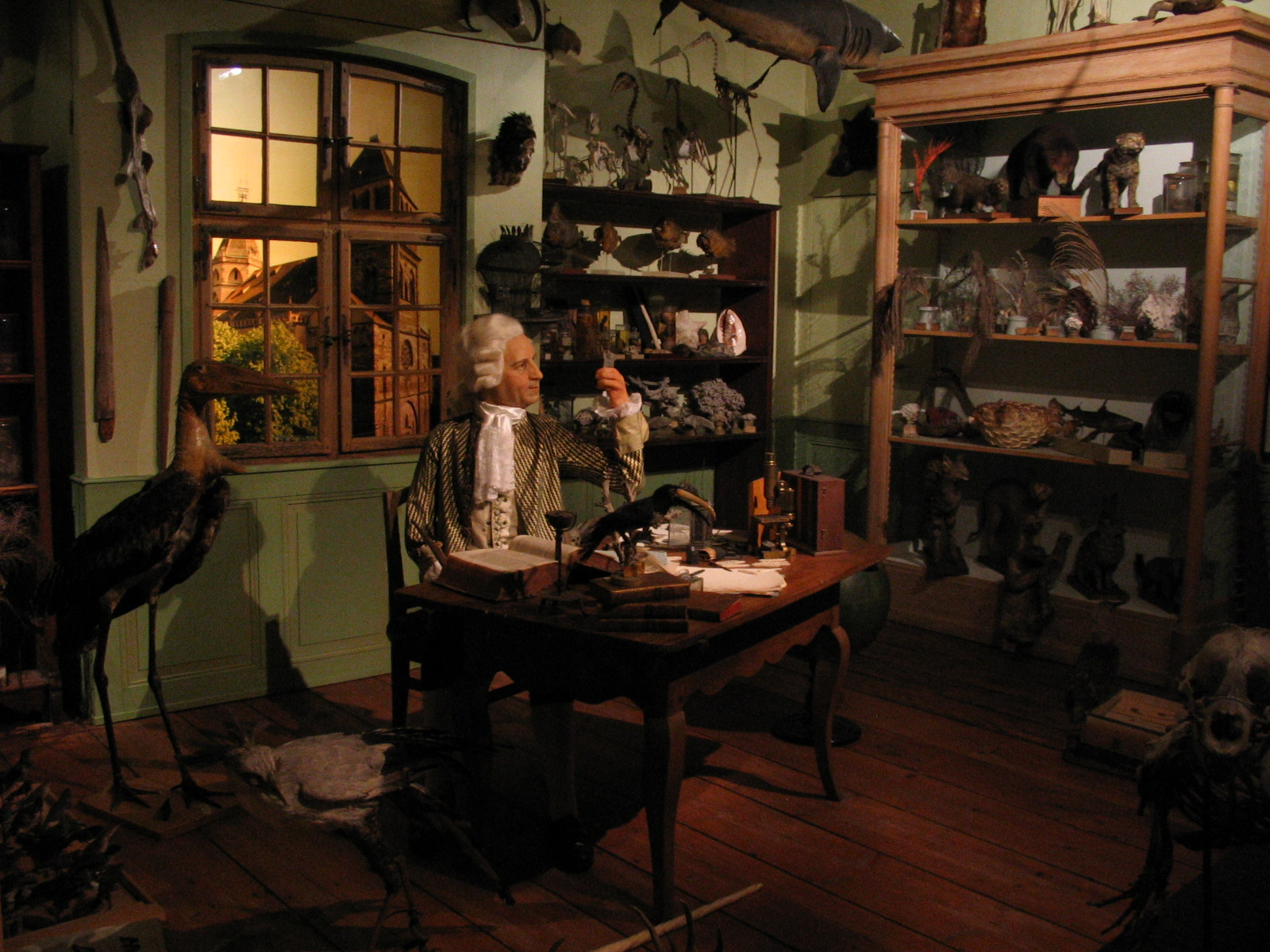
Reconstrucția cabinetului de istorie naturală al profesorului Hermann în Musée zoologique de la ville de Strasbourg

Fratele său, Jean-Frédéric Hermann (1743–1820), profesor de drept, a fost membru al Rinului de Jos și primar al Strasbourgului.
Fiul său, Jean-Frédéric Hermann⁠(d) (1768–1793), i-a urmat cariera atât în medicină, cât și în istoria naturală, până când moartea sa prematură în timpul războaielor revoluționare a pus capăt ambițiilor sale.
Numele lui Hermann a supraviețuit cel mai notabil prin broasca țestoasă a lui Hermann (Testudo hermanni⁠(d)). 